# Kinderdijk

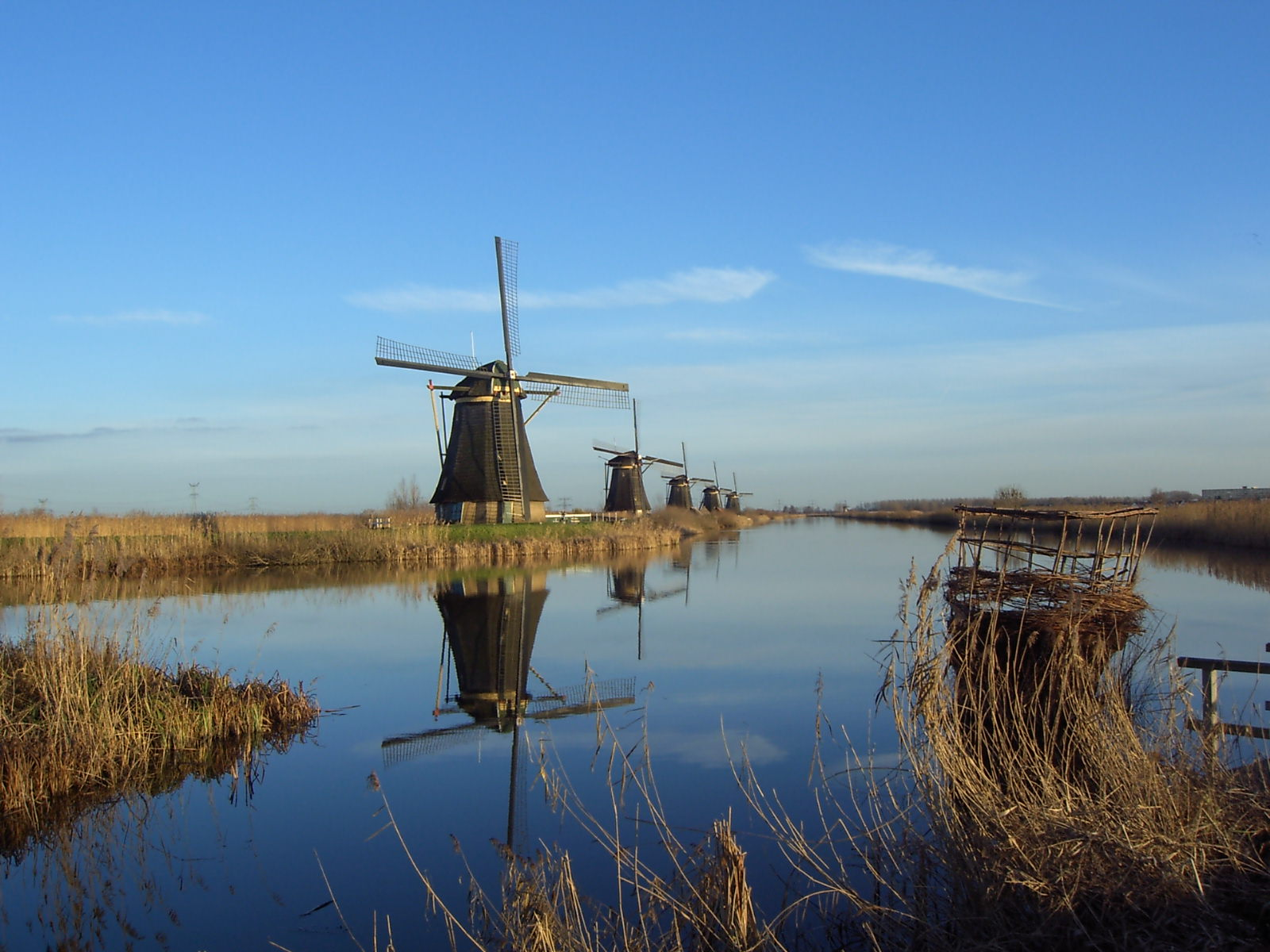
Mühlen auf dem Overwaard-Polder

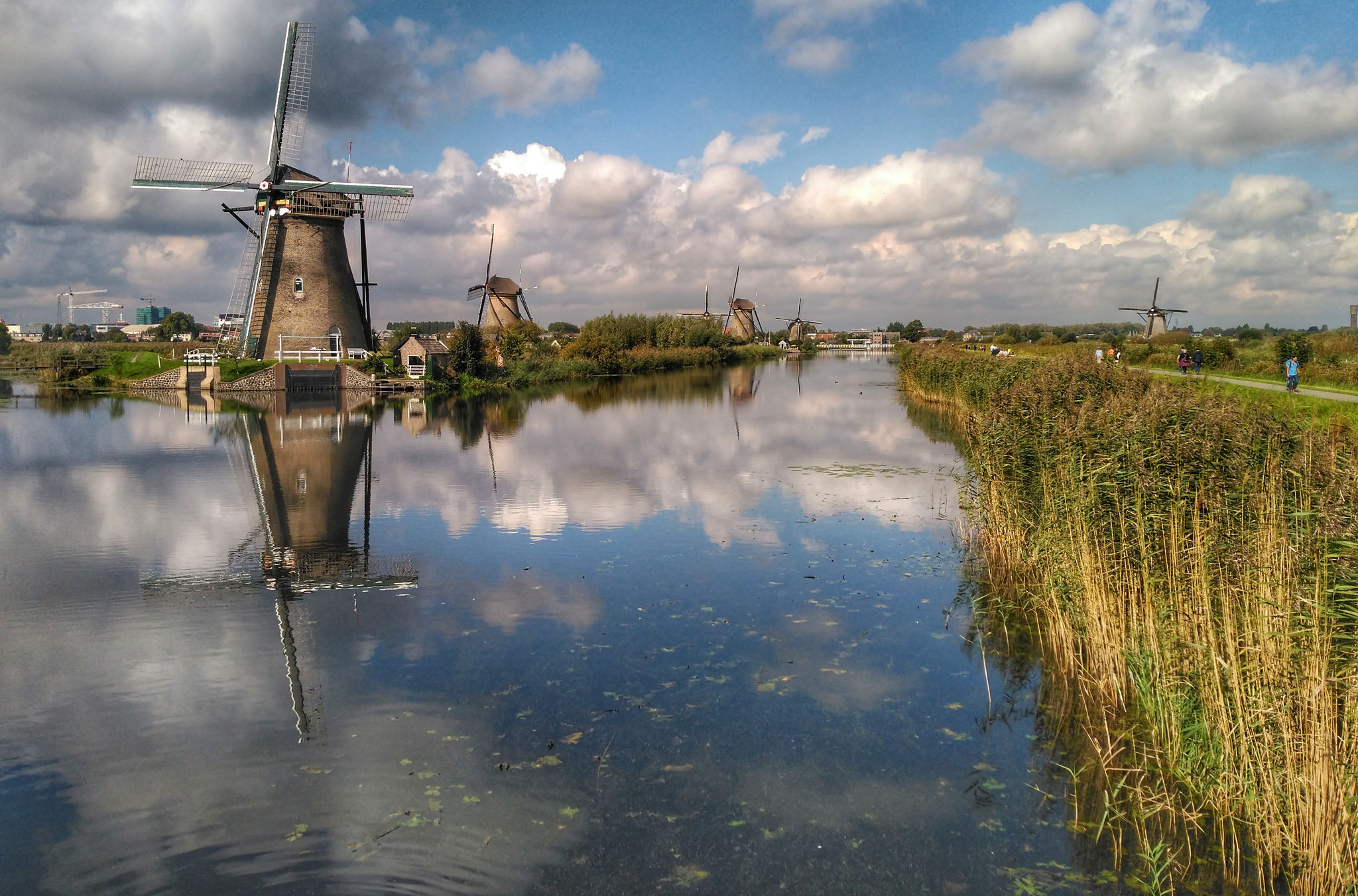
Mühlen auf dem Kanal gespiegelt

Kinderdijk ist ein kleiner Ort in den Niederlanden, der etwa 15 Kilometer südöstlich von Rotterdam in der Provinz Südholland liegt. Der Ort gehört zur Gemeinde Molenlanden auf der Niederung Alblasserwaard und liegt auf dem Polder Nederwaard. Im Nordwesten fließen die Flüsse Lek und Noord, die den Ort von zwei Seiten einschließen, zur Nieuwen Maas zusammen. Bekannt ist der Ort für seine Mühlen, die 1997 in die UNESCO-Liste des Welterbes aufgenommen wurden.

## Namensherkunft
Es gibt mehrere Legenden zur Ätiologie des Namens „Kinderdijk“ (deutsch Kinderdeich):
- Bei der Elisabethenflut 1421 soll eine Wiege mit einem weinenden Kind und einer Katze unversehrt auf den Deich gespült worden sein.
- Eine andere Legende besagt, dass der Deich durch Kinderarbeit entstanden sein soll.
- Eine andere Geschichte erzählt, dass ein gewisser Jan in einem großen Haus in der Nähe von Kinderdijk lebte. Dieser Jan hatte viele Kinder und hieß daher „Jan der Kindere“.
- Eine weitere Erklärung ist, dass der betreffende Deich im Vergleich zu den umliegenden Deichen niedriger war. Der Deich war daher ein kleineres Exemplar, also ein „Kind“.

## Wirtschaft
Die ersten Bauern siedelten schon um 1000 nach Christus in dieser Gegend. Im Osten und Südosten befinden sich die Polder Overwaard und Polder Blokweer, die größtenteils landwirtschaftlich genutzt werden.
In der Nähe der Ortschaft befinden sich entlang der beiden Flüsse viele kleine Werften. Darunter die ehemalige Werft Smit & Zoon (seit 1688), welche durch Zusammenlegungen zum heutigen Werftenverbund Royal IHC wuchs und ein großer Arbeitgeber des Ortes wurde.

## Die Mühlen von Kinderdijk

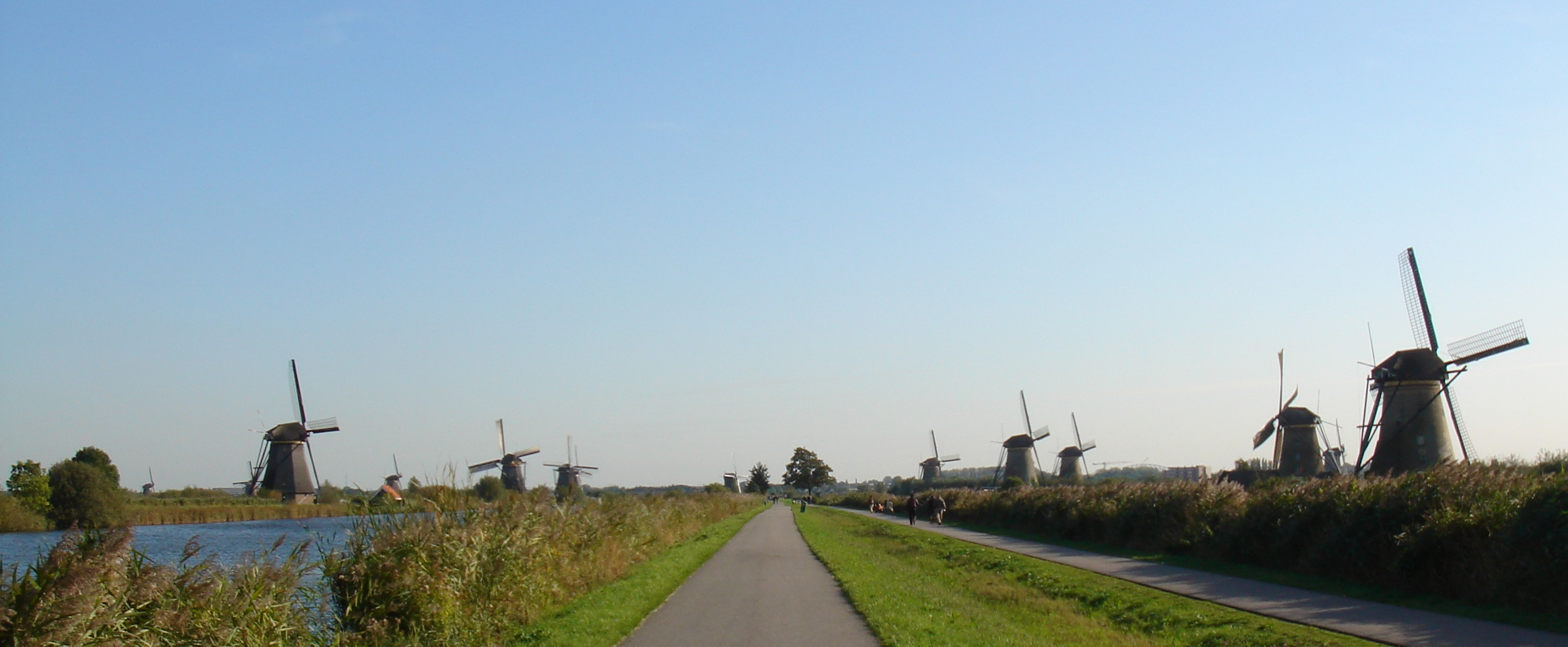
Mühlenlandschaft Kinderdijk

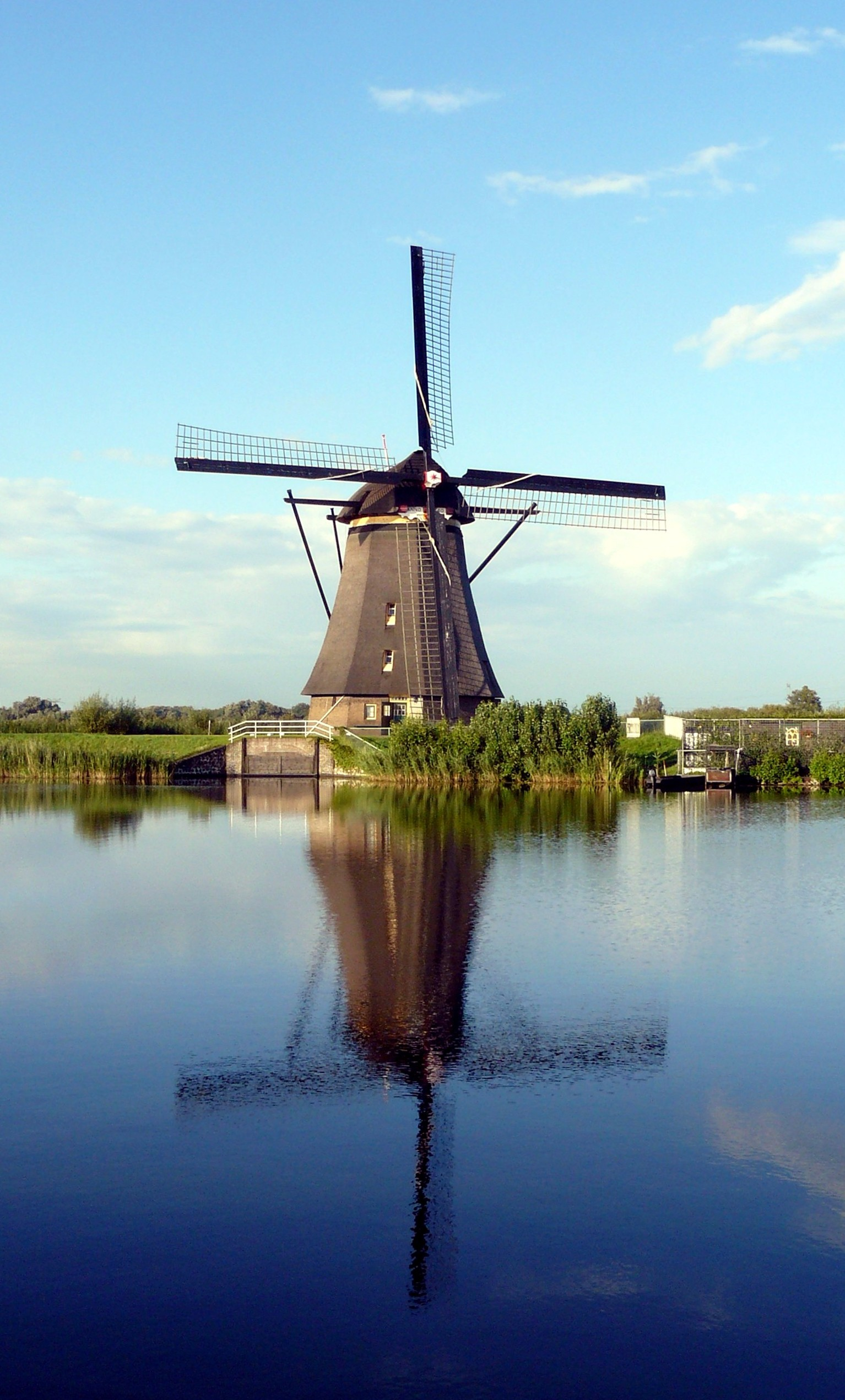
Einzelne Mühle

Die Mühlen von Kinderdijk gehören zu den bekanntesten Sehenswürdigkeiten in den Niederlanden. Dabei handelt es sich um eine Gruppe von 19 Windpumpen, die dazu dienen, das anfallende Wasser aus den Poldern abzupumpen, um so den Boden landwirtschaftlich nutzbar zu machen. Die Mühlen pumpen das Wasser in den Nieuwen Waterschap, welcher in den Fluss Lek fließt. Sie wurden im 18. Jahrhundert erbaut, nachdem sich die älteren Kanalsysteme als wenig effektiv erwiesen.
Die Wasserwege, welche die Polder voneinander trennen, unterteilen die Mühlen in mehrere Gruppen:
- Westlich des Nieuwen Waterschap, auf dem Nederwaard-Polder, befinden sich acht runde Mühlen aus roten Ziegelsteinen, die alle 1738 erbaut wurden.
- Auf dem Overwaard-Polder im Osten befinden sich acht achteckige, hölzerne Mühlen direkt am Wasserweg sowie drei ähnliche Mühlen etwas weiter im Inneren des Polders. Bis auf eine der Mühlen im „Polderinneren“ (1761) wurden alle 1740 erbaut.
- Auf dem Polder Blokweer, südöstlich von Kinderdijk, befindet sich eine einzelne Mühle aus Holz, die Blokweerse Molen. Sie ist auch unter dem Spitznamen „De Blokker“ bekannt. Das Baujahr der ursprünglichen Mühle ist unbekannt. „De Blokker“ fiel öfters Bränden zum Opfer, zuletzt 1997. Seit 2001 ist die Mühle wiederaufgebaut und restauriert. Diese Mühle ist auch die einzige aus der Gruppe, bei der sich das Schaufelrad außerhalb der Mühle befindet und so von außen sichtbar ist.

Heutzutage haben Pumpen (zuerst Dieselpumpen, heute Elektropumpen) die Arbeit der Mühlen übernommen. Trotzdem erfreuen sich die Mühlen immer noch großer Beliebtheit. Sie werden zu besonderen Anlässen, wie zum Beispiel dem Landelijke Molendag (Landesweiter Mühlentag, siehe auch Vereniging De Hollandsche Molen), wieder in Betrieb genommen. Eine der Mühlen auf dem Nederwaard-Polder ist sogar von innen zu besichtigen, manche andere hingegen sind in Privatbesitz und werden als Wohnhaus genutzt.

## Persönlichkeiten des Ortes
- Fop Smit (1777–1866), Schiffsbauer
- Coenraad Bron (1937–2006), Informatiker (hier aufgewachsen)
- Gilles Quispel (1916–2006), Theologe und Kirchenhistoriker (hier aufgewachsen)
- Els Veder-Smit (1921–2020), Politikerin (u. a. Staatssekretärin), VVD (hier geboren)